# Boletus coniferarum
Espèce
Boletus coniferarum est une espèce de champignons du genre Boletus de la famille des Boletaceae.